# Cieszysław
Cieszysław (deutsch Augusthof) ist ein Dorf in der Gmina Warnice (Landgemeinde Warnitz) im Powiat Pyrzycki (Pyritzer Kreis) der polnischen Woiwodschaft Westpommern.

## Geographische Lage
Das Dorf liegt in Hinterpommern, etwa 37 Kilometer südöstlich der Stadt Stettin und etwa elf Kilometer nordöstlich der Stadt Pyritz (Pyrzyce).
Nachbarorte sind im Nordwesten Stary Przylep (Alt Prilipp) und im Norden Nowy Przylep (Neu Prilipp). Im Südosten schließt unmittelbar, durch das Flüsschen Gowienica (Hufnitz) getrennt, das Nachbardorf Zaborsko (Sabes) an. Im Süden und Westen erstreckt sich der Plönebruch, darin liegt etwa ein Kilometer südlich des Dorfes der Zaborsko (Sabessee).

## Geschichte
Das Dorf ist aus einem Landgut hervorgegangen, das der Freischulze des benachbarten Dorfes Sabes, namens Lindemann, gegründet hat. Dieser erhielt im Jahre 1819 im Rahmen der Regulierung der gutsherrlichen und bäuerlichen Verhältnisse (siehe: Preußische Agrarverfassung) des Dorfes Sabes seine Grundstücke und das von ihm gepachtete Kirchenland in unzertrenntem Zusammenhang überwiesen. Sein Landgut erhielt auf seinen Antrag im Jahre 1820 den Namen Augusthof.
Später wurde am Ufer des Sabessees zusätzlich das Vorwerk Seehof angelegt, das heute wüst liegt.
In Heinrich Berghaus’ Landbuch des Herzogtums Pommern (1868) erschien Augusthof als ein zu Sabes gehörendes Landgut unter den ländlichen Ortschaften im Bezirk des Domänen-Rentamts Pyritz im Pyritzer Kreis. Augusthof zählte damals 79 Einwohner, zu Augusthof gehörten damals neun Wohnhäuser und drei gewerbliche Gebäude. Augusthof gehörte zur Gemeinde Sabes, bildete aber einen selbständigen Grundsteuer-Erhebungs-Bezirk.
Vor 1945 gehörte Augusthof als Teil der Landgemeinde Sabes zum Kreis Pyritz der preußischen Provinz Pommern.
Nach dem Zweiten Weltkrieg kam Augusthof, wie ganz Hinterpommern, an Polen. Es erhielt den polnischen Ortsnamen „Cieszysław“. Heute bildet es ein eigenes Schulzenamt in der Gmina Warnice (Gemeinde Warnitz).